# Parcul Național Gran Sasso și Monti della Laga
Parcul național Gran Sasso și Monti della Laga se află situat în regiunea Abruzzo, Italia. El a luat naștere în anul 1991 și ocupă  suprafață de 141.341 ha.

## Localități din cadrul parcului național

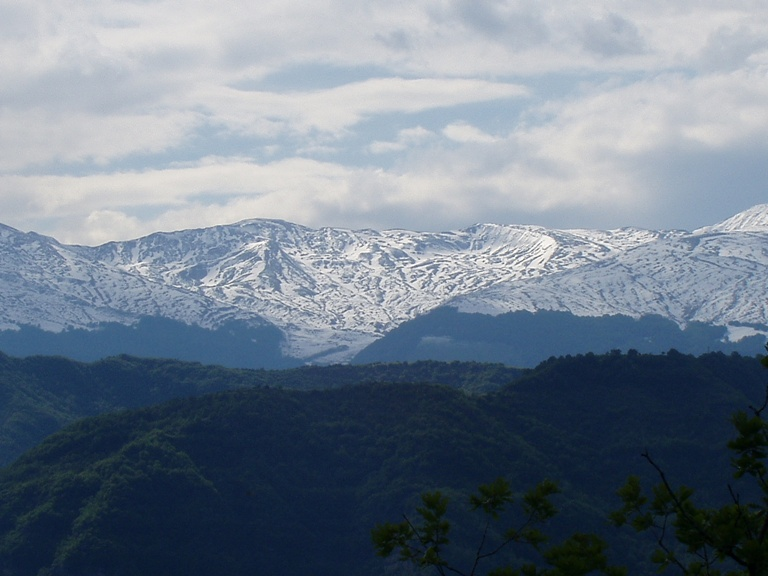
Monti della Laga

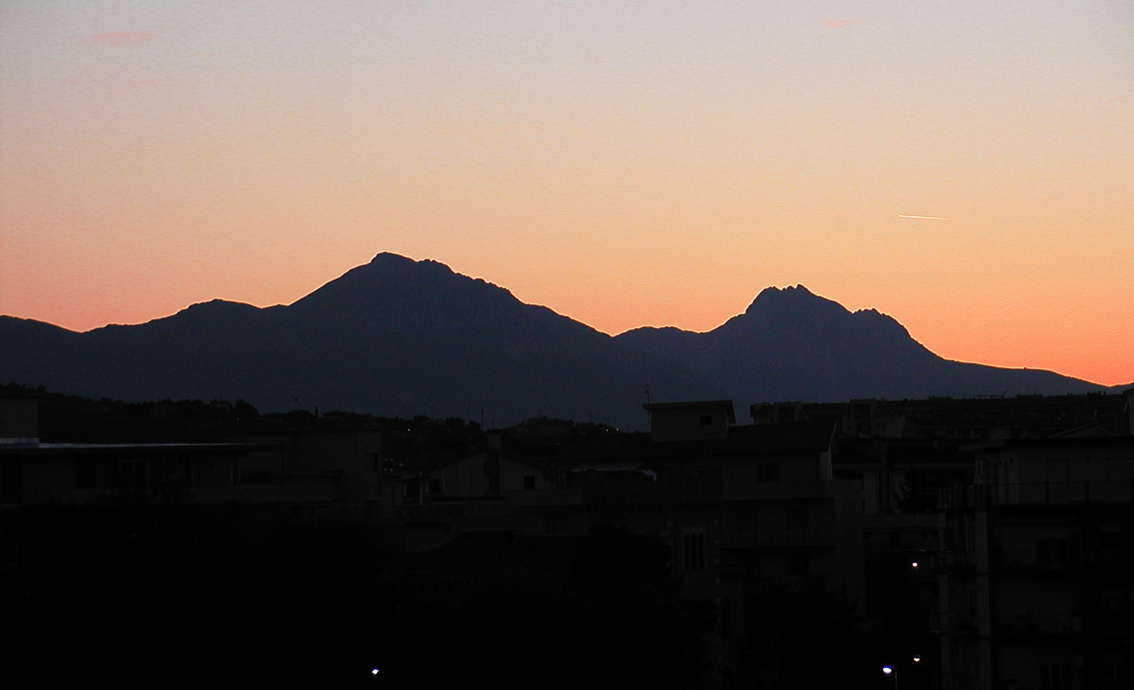
Gran Sasso

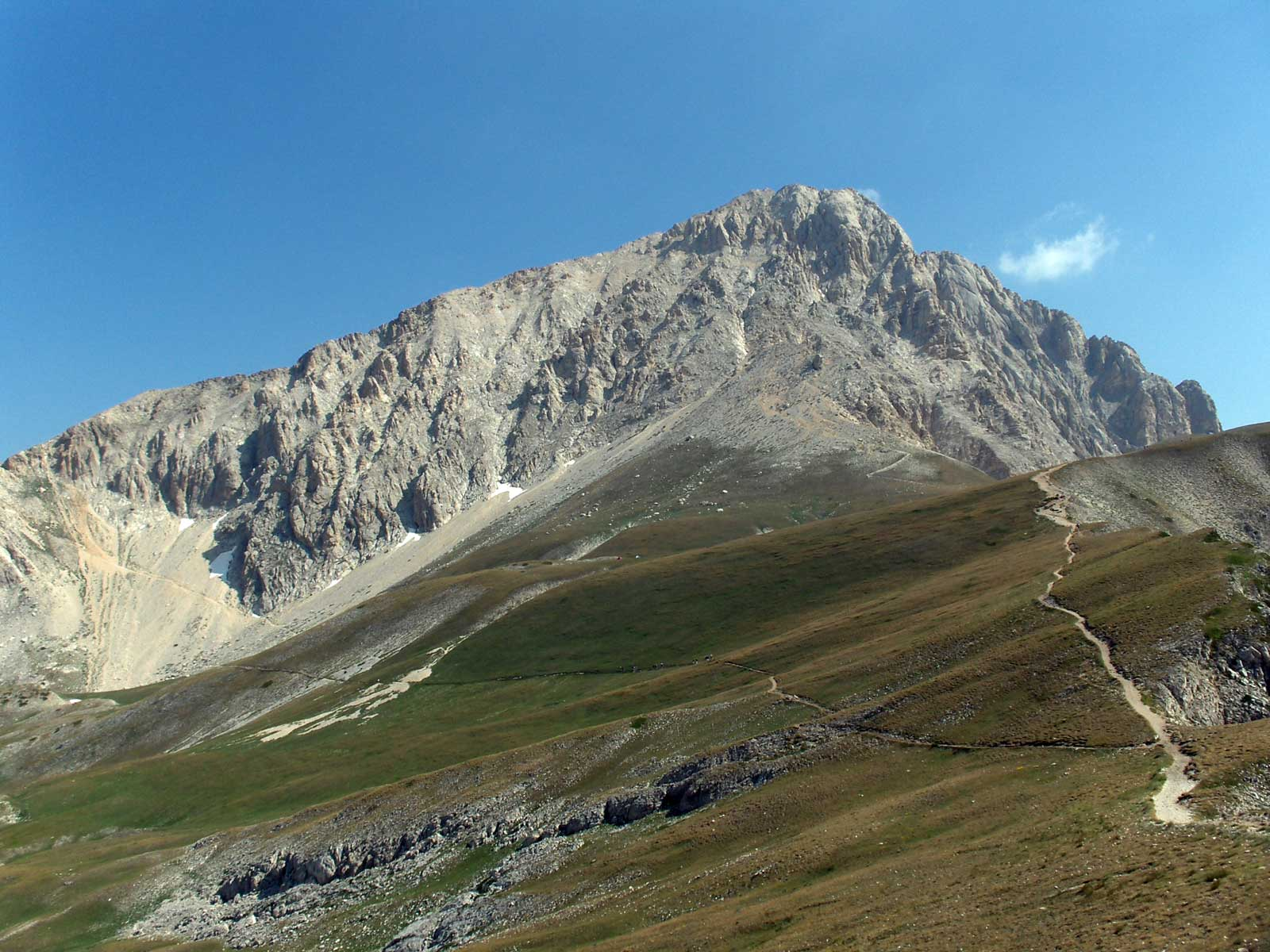
Corno Grande

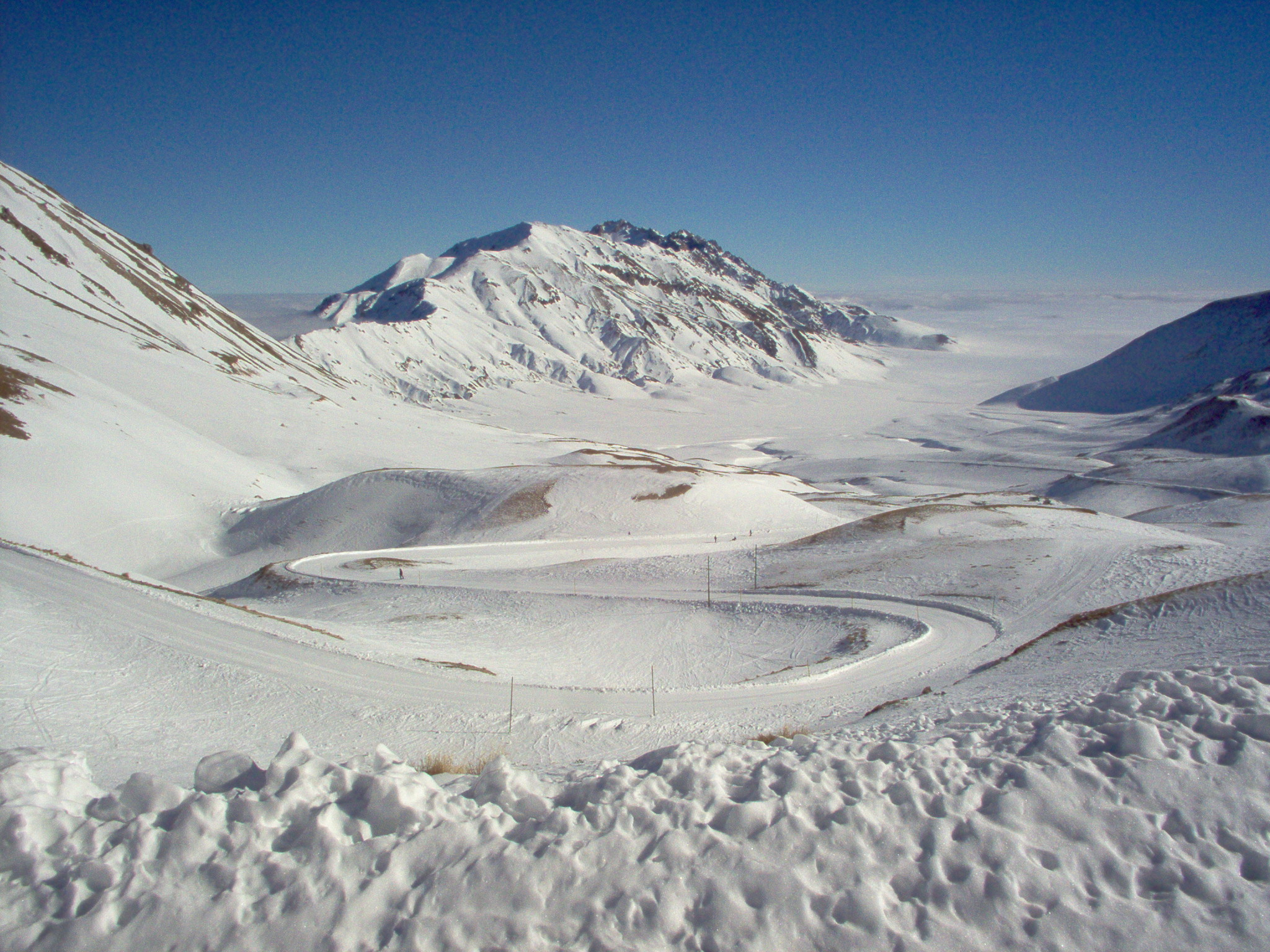
Campo Imperatore

- Acquasanta Terme
- Arquata del Tronto
- Barete
- Barisciano
- Cagnano Amiterno
- Calascio
- Campotosto
- Capestrano
- Capitagno
- Carapelle Calvisio
- Castel del Monte
- Castelvecchio Calvisio
- L’Aquila
- Montereale
- Ofena
- Pizzoli
- Santo Stefano di Sessanio
- Villa Santa Lucia degli Abruzzi
- Brittoli
- Bussi sul Tirino
- Carpineto della Nora
- Castiglione a Casauria
- Civitella Casanova
- Corvara
- Farindola
- Montebello di Bertona
- Pescosansonesco
- Villa Celiera
- Accumoli
- Amatrice
- Arsita
- Campli
- Castelli
- Civitella del Tronto
- Cortino
- Crognaleto
- Fano Adriano
- Isola del Gran Sasso d’Italia
- Montorio al Vomano
- Pietracamela
- Rocca Santa Maria
- Torricella Sicura
- Tossicia
- Valle Castellana